# Afroman
Afroman (nacido como Joseph Edgar Foreman, el 28 de julio de 1974) es un artista de rap de South Central, Los Ángeles, California, pero mudado a Palmdale para más tarde hacerlo a Hattiesburg, Misisipi. 
Su mayor hit, "Because I Got High", salió en 2001 y ganó popularidad por medio del servicio de distribución de archivos de música Napster. Forma parte de la banda sonora de la película Jay y Bob el Silencioso contraatacan. Además, canta el tema junto a Howard Stern en su radio show. Su segunda canción más popular es "Crazy Rap".
Las letras de "Afroholic" empieza con referencias al sexo y las drogas para terminar contando como encontró a Jesús. En una entrevista del día 7 de mayo de 2006, en el programa 50 Greatest One Hit Wonder del canal británico Channel 4, aseguró que había dejado de lado el alcohol, las drogas y las mujeres durante un tiempo.

## Discografía

### Álbumes de estudio
- 1998: My Fro-losophy
- 2000: Because I Got High
- 2000: Sell Your Dope
- 2001: The Good Times
- 2004: Afroholic... The Even Better Times
- 2004: Jobe Bells
- 2004: 4R0:20
- 2004: The Hungry Hustlerz: Starvation Is Motivation
- 2006: Drunk 'n' High
- 2006: A Colt 45 Christmas
- 2008: Waiting to Inhale
- 2008: Greatest Hitz Live
- 2009: Frobama: Head of State
- 2010: Afro D-Z-A-C-K

### Sencillos
- 2001: "Because I Got High"
- 2001: "Crazy Rap"
- 2008: "Palmdale Pimp"